# 治暦
治暦（、旧字体：治曆）は、日本の元号の一つ。康平の後、延久の前。1065年から1069年までの期間を指す。この時代の天皇は後冷泉天皇、後三条天皇。

## 改元
- 康平8年8月2日（ユリウス暦1065年9月4日） 三合の厄を避けるため改元
- 治暦5年4月13日（ユリウス暦1069年5月6日） 延久に改元

## 治暦期におきた出来事
- 1065年（治暦元）
  - 9月 - 治暦の荘園整理令。
  - 9月11日 - 朝廷から越中国の国司に向けて、「勝載料」の名目で郵送中の調の物品の一部を押収すること禁じる太政官符が出される[1]。
- 1068年（治暦4）
  - 4月19日 - 後冷泉天皇崩御（在位のまま、「小雨、主上今暁崩御」）。
  - 4月 - 後三条天皇践祚。　
  - 7月 - 後三条天皇即位。

## 西暦との対照表
※は小の月を示す。
| 治暦元年（乙巳） | 一月      | 二月    | 三月※ | 四月  | 五月※ | 六月  | 七月※ | 八月  | 九月※ | 十月  | 十一月※ | 十二月  |           |
| ---------------- | --------- | ------- | ----- | ----- | ----- | ----- | ----- | ----- | ----- | ----- | ------- | ------- | --------- |
| ユリウス暦       | 1065/2/8  | 3/10    | 4/9   | 5/8   | 6/7   | 7/6   | 8/5   | 9/3   | 10/3  | 11/1  | 12/1    | 12/30   |           |
| 治暦二年（丙午） | 一月※     | 二月    | 三月※ | 四月  | 五月  | 六月※ | 七月  | 八月※ | 九月  | 十月※ | 十一月  | 十二月※ |           |
| ユリウス暦       | 1066/1/29 | 2/27    | 3/29  | 4/27  | 5/27  | 6/26  | 7/25  | 8/24  | 9/22  | 10/22 | 11/20   | 12/20   |           |
| 治暦三年（丁未） | 一月      | 閏一月※ | 二月  | 三月※ | 四月  | 五月※ | 六月  | 七月  | 八月※ | 九月  | 十月※   | 十一月  | 十二月※   |
| ユリウス暦       | 1067/1/18 | 2/17    | 3/18  | 4/17  | 5/16  | 6/15  | 7/14  | 8/13  | 9/12  | 10/11 | 11/10   | 12/9    | 1068/1/8  |
| 治暦四年（戊申） | 一月      | 二月※   | 三月※ | 四月  | 五月※ | 六月  | 七月  | 八月※ | 九月  | 十月  | 十一月※ | 十二月  |           |
| ユリウス暦       | 1068/2/6  | 3/7     | 4/5   | 5/4   | 6/3   | 7/2   | 8/1   | 8/31  | 9/29  | 10/29 | 11/28   | 12/27   |           |
| 治暦五年（己酉） | 一月※     | 二月    | 三月※ | 四月※ | 五月  | 六月※ | 七月  | 八月※ | 九月  | 十月  | 閏十月※ | 十一月  | 十二月    |
| ユリウス暦       | 1069/1/26 | 2/24    | 3/26  | 4/24  | 5/23  | 6/22  | 7/21  | 8/20  | 9/18  | 10/18 | 11/17   | 12/16   | 1070/1/15 |